# Enicospilus delphi
Enicospilus delphi är en stekelart som beskrevs av Ian D. Gauld och Mitchell 1981. Enicospilus delphi ingår i släktet Enicospilus och familjen brokparasitsteklar. Inga underarter finns listade i Catalogue of Life.